# Brouwerij De Dochter van de Korenaar
Brouwerij De Dochter van de Korenaar is een Belgische microbrouwerij te Baarle-Hertog in de provincie Antwerpen.

## Geschiedenis
De brouwerij werd opgericht in 2007 door het Nederlands echtpaar Monique en Ronald Mengerink. Ze bouwden achter hun woning eigenhandig een brouwinstallatie met onder meer zes lagertanks van 1000 liter. Met deze installatie kan men 150 hl per maand brouwen. De naam "Dochter van de Korenaar" verwijst naar het woord bier. In oude Mechelse kronieken vond men dat Keizer Karel V rond 1550 de voorkeur gaf aan het "sap van de dochter van de korenaar" (bier) dan aan het "bloed van de druiventros" (wijn). In 2009 kreeg Ronald Mengerink de "Goudse Bierprijs". In 2011 behaalde hij "zilver" op het Zythos bierfestival met Embrasse Peated Oak Aged en een zilveren medaille op de European Beer Star Awards met L'Enfant Terrible. In 2013 behaalde hun nieuw bier Extase de consumententrofee op het Zythos bierfestival.

## Bieren
- Noblesse
- Bravoure
- Embrasse
- Courage
- Finesse
- L'Enfant Terrible
- Extase
- L'Ensemble
- Charbon
- Belle-Fleur
- Sans Pardon
- La Furieuse
- La Renaissance
- Crime Passionnel
- Amitié - in samenwerking met Brouwerij Hof ten Dormaal
- Fleur Sauvage
- Passe Partout